# Mania de Você (canção)
Mania de Você é uma canção da cantora e compositora brasileira Rita Lee que foi lançada no auto titulado álbum de 1979, a música se tornou a música mais tocada e regravada da toda carreira da cantora segundo ao Ecad.
A revista Bravo a colocou em 80° lugar na lista das 100 canções brasileiras mais essenciais.

## Contexto
A música foi originalmente composta quando Roberto de Carvalho, depois de uma noite de amor com a sua namorada (Rita Lee), pegou seu violão e começou a tocar, que fez ela pegar seu caderno e então eles compuseram a música.

## Videoclipe
Um videoclipe da canção foi lançada no Fantástico, que mostra ela cantando a música

## Versões
A cantora brasileira Anitta gravou uma versão da música, que serviu como tema de abertura da novela homônima da Rede Globo, esta regravação foi elogiada pelo Roberto de Carvalho (um dos compositores da música original) e foi certificado ouro por Pro-Música Brasil.